# Karl Philipp Reiff
Carl Philipp Reiff (auch Filipp Rejf, russisch Карл Филипп Рейф, französisch Charles Philippe Reiff; * 6. Januar 1796 in Serrières (heute Gemeinde Neuenburg); † 26. September 1872 in Karlsruhe) war ein französischsprachiger Schweizer Übersetzer, Hauslehrer und Sprachforscher, der lange Zeit in Sankt Petersburg lebte.

## Leben und Wirken
Reiff war der Sohn des Johann Philipp Reiff, eines Hufschmieds aus Denzlingen in Baden-Durlach, und dessen Ehefrau Jeanne-Louise Favarger, aus Neuenburg stammend. Reiff kam im Jahre 1818 als Hauslehrer nach Sankt Petersburg im Nordwesten des russischen Zarenreichs. Dort erteilte er vornehmlich neusprachlichen Unterricht.
Auf ihn geht die Übertragung des linguistischen Begriffs aspect in die französische Sprache zurück. Dieses Wort verwendete Reiff bei seiner französischen Übersetzung der russischen Grammatik des Sprachwissenschaftlers Nikolai Iwanowitsch Gretsch (1830) zur Übertragung von dessen Begriff „russisch Видъ“ (heutige Orthografie: „вид“ = „vid“, dt. „Ansicht“). So gelangte dieser zunächst für slawische Sprachen genutzte Begriff als „aspect“ auch in die Terminologie des Romanischen.
Im Jahr 1837 verlegte er seinen Lebensmittelpunkt nach Karlsruhe. Dort betreute Reiff die russischen Editionen der Hasperschen Hofbuchdruckerei, deren Niederlassung in St. Petersburg er zuvor bereits geleitet hatte. Am 12. Juli 1838 heiratete Reiff in Dresden die aus Königsberg stammende Mathilde-Lucie von Bulmerincq (11. November 1802 bis 19. März 1863). Das Paar bekam eine Tochter, Thekla (1839–1910). Reiff wurde 1872 in Karlsruhe von seinem Diener ermordet.
Reiff verfasste mehrere, zum Teil preisgekrönte russisch-französische Wörterbücher. 1833 erhielt er den Demidow-Preis. Schon im Jahre 1835 war er für seine Übersetzungstätigkeiten mit einer Goldmedaille der Russischen Akademie der Wissenschaften ausgezeichnet worden, 1836 erhielt er auf Antrag des Grafen Sergei Semjonowitsch Uwarow den Orden der Heiligen Anna 3. Grades für die Veröffentlichung seines „Dictionnaire russe-français“ (1835). Für sein viersprachiges Wörterbuch erhielt er zwei Medaillen der Königlich-Preußischen Akademie der Wissenschaften. 1864 verlieh man ihm den Titel eines Ritters des russischen Wladimirordens 4. Klasse. Darüber hinaus war Reiff seit 1836 Ehrenbürger von Neuenburg.

## Werke (Auswahl)
- Grammaire raisonnée de la langue russe, précédée d’une introduction sur l’histoire de cet idiome, de son alphabet et de sa grammaire. Sankt Petersburg 1829.
- Petit manuel de la langue russe (de Languen). Nouv. édition, augmentée par Ch. Ph. Reiff, Paris. 1858;
- Grammaire russe précédée d’une introduction sur la langue slavonne.  (СПб., 1821; ". Ausg., 1851)
- Grammatica rossyjska. (Wilna, 1823)
- Dictionnaire russe-français.  (СПб., 1835),
- Parallel-Wörterbuch der russischen, französischen, deutschen und englischen Sprache für die russische Jugend.  (СПб., 1849; 4. Ausg., 1861);
- Dictionnaires parallèles des langues russe, française, allemande et anglaise. (СПб., 1852; 4. Ausg., 1865)
- Grammaire française-russe.  (Karlsruhe und Leipzig, 1853, 2. Ausg.)
- Deutsch-russische Sprachlehre  (Karlsruhe und Leipzig, 1853; 2. Ausg.),
- English Russian grammar  (1853)
- Little manual of the Russian language  (П., 1858; 3-е изд., 1869)